# De Windmolens
De Windmolens was een wielervereniging uit Geffen die in 1963 werd opgericht. In 2000 moest men noodgedwongen fuseren met De Antilopen uit Vlijmen.

## Oprichting
Piet Romme was de man die aan de wieg stond van de Windmolens. Hij, als echte Geffenaar, kwam in contact met een Geffense jongen, Henk Schuurmans. Dit was een groot talent, zonder wielervereniging.
Piet Romme zocht contact met de toenmalige consul van het district Midden-Brabant van de Koninklijke Nederlandse Wieler Unie (KNWU), Harry Meijs. Hij gaf zijn adviezen en er werd een bestuur gevormd die uit 5 mensen bestond.
Romme zelf werd voorzitter. Ad van de Meulenreek werd secretaris. Theo Bijveld werd penningmeester. En als laatste werden Jo van Lee (toenmalige eigenaar van Hotel ‘de Gouden Leeuw’, tevens clubhuis van de Windmolens) en Tini Hendriks nog bestuursleden.
Het begon dus allemaal om de al eerder vernoemde Henk Schuurmans. Hij was destijds 17 jaar oud en ontpopte zich als een talentvol wielrenner. Hij wilde graag doorgaan, maar hij had geen vereniging.
Op initiatief van de Windmolens werden de categorieën jeugd en nieuwelingen geboren.
Een jaar na de oprichting van de Windmolens, in 1964, waren er al 24 jeugdleden aangemeld. Ook Gert-Jan Theunisse begon zijn wielrencarrière bij deze wielervereniging. Hij zou later een bekende tourrenner worden.
Vanaf de dag dat de Windmolens werden opgericht, nam men deel aan wedstrijden. In de beginjaren in een redelijk anonieme rol; er ging wel een paar jaar overheen voordat er echt landelijke wedstrijden gewonnen werden. Zo’n 8 jaar na de oprichting van de windmolens was het voor de eerste keer echt raak. In 1971 veroverde Ad Dekkers de nationale sprint- en wegtitel. In de jaren die daarop volgden werd het succes van de Windmolens groter en groter. Zo veroverde Guusje Bierings in 1973 de nationale titel bij het Cyclo Crossen. Door de successen in deze jaren kreeg de Geffense wielerformatie de bijnaam ‘het Gele Gevaar’. Met geel doelde men op de clubkleur van de Windmolens.

## Wereldkampioen Gevers
Het grootste succes uit de geschiedenis van de vereniging werd geboekt op 30 augustus 1975, toen André Gevers wereldkampioen werd. In Mettet (België) won hij de titel voor amateurs op de weg.
Zo'n groot succes werd nooit meer geboekt. Wel werden er een hoop nationale en regionale titels gewonnen.

## Clubblad
Vanaf 1970 tot het einde van de vereniging in 2000 was men in bezit van het clubblad 'Le Coureur'. Dertig jaargangen lang was deze te lezen door leden en bestuursleden.

## Fusie
In de 21e eeuw werd het echter allemaal wat minder met de vereniging. Dit had een aantal oorzaken, waar meer (Brabantse) amateurverenigingen mee te maken kregen. De echte toppers werden al eerder gescout door profclubs, waardoor het lastig was om toppers te krijgen, en te behouden. En het ging sowieso minder met het wielrennen in Brabant. Daarom werd in 2000 besloten om te fuseren met Wielervereniging 'De Antilopen' uit Vlijmen. De nieuwe naam werd toen 'Team Brabant'.

## Bekende (oud-)renners
- Ad Dekkers
- Gert-Jan Theunisse
- Guusje Bierings
- Bart Solaro
- André Gevers
- Henk Schuurmans
- John Vos
- Max van Heeswijk